# Erich Küchler

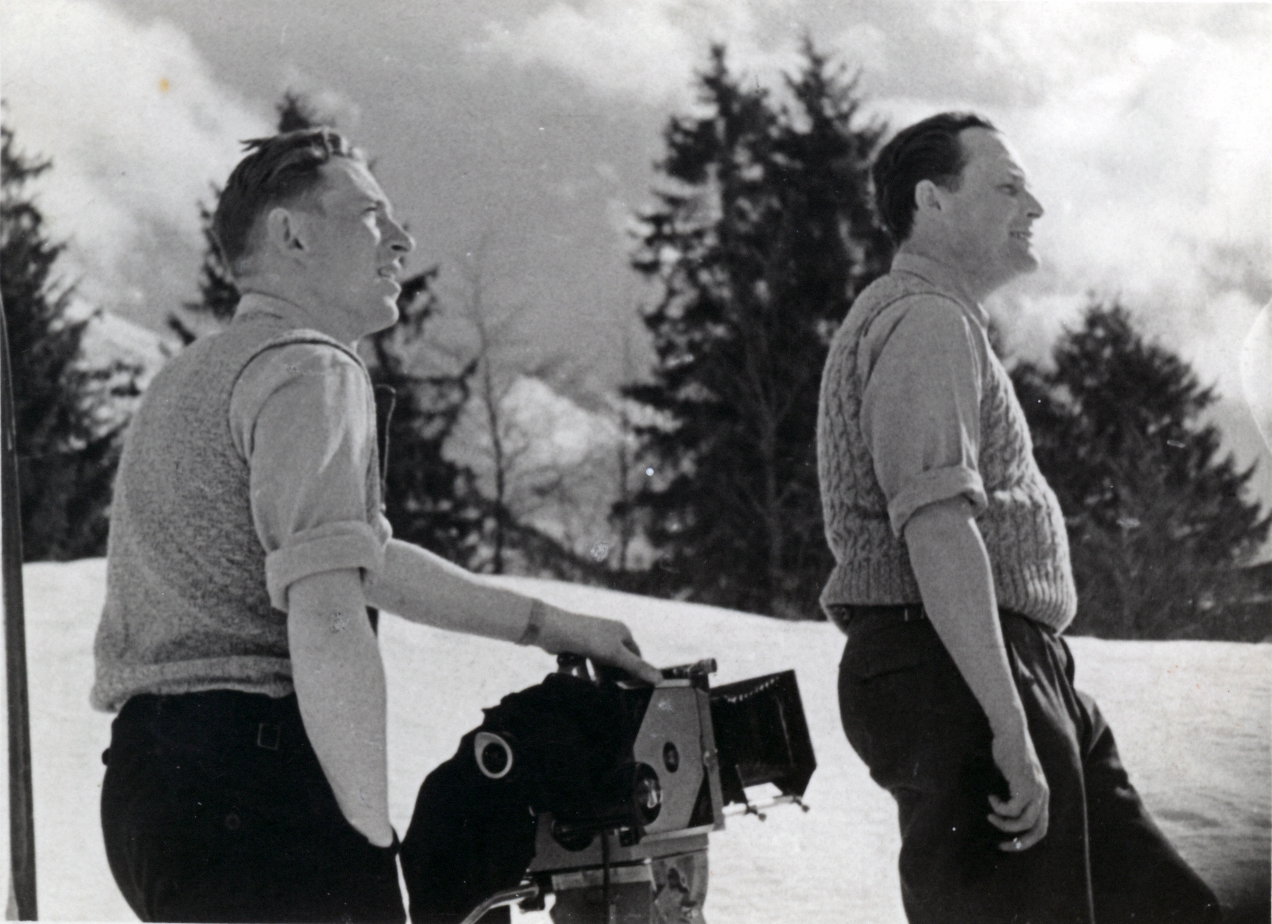
Erich Küchler (links) mit Hans Söhnker

Erich Küchler (* 8. Juli 1912 in Tharandt; † 8. März 1972 in München) war ein deutscher Kameramann.

## Leben
Der gebürtige Sachse hatte eine anderthalbjährige Ausbildung bei dem Kameramann Paul Lieberenz erhalten. Seit dem 1. Juni 1932 arbeitete Küchler als Kameraassistent, beginnend mit Die – oder Keine, Mieter Schulze gegen alle und Grün ist die Heide (alles Produktionen aus diesem Jahr). Später stand er als Assistent u. a. bei Leni Riefenstahls Propagandadokumentation Triumph des Willens (1935) sowie bei den Spielfilmen Spiel im Sommerwind (1938), Im Namen des Volkes (1938), Wer küßt Madeleine? (1939), Alarm auf Station III (1939) und Weißer Flieder (1939) hinter der Kamera. Anschließend wurde Küchler eingezogen.
Erst nach dem Krieg durfte Küchler eigenständig arbeiten, anfänglich fotografierte er Dokumentarfilme. 1954/55 – Küchler stand bis dahin noch bei keinen Spielfilm alleinverantwortlich hinter der Kamera – vervollständigte er seine handwerklichen Kenntnisse als Juniorpartner des erfahrenen Kollegen Günther Rittau. Bald darauf wurde Küchler alleiniger Chefkameramann, er musste sich allerdings durchgehend mit der Arbeit an wenig gehaltvollen Unterhaltungsfilmen begnügen. Mit Ende seiner Kinofilmlaufbahn im Jahre 1963 wandte sich Erich Küchler für einige Jahre dem Serienfernsehen (Kommissar Freytag, Der Vater und sein Sohn) zu.

## Filmografie
- 1949: Zwischen Ost und West (Kurz-Dokumentarfilm)
- 1950: Haus der Jugend (Kurz-Dokumentarfilm)
- 1950: Diskussion überflüssig (Kurz-Dokumentarfilm)
- 1950: Das ist die Berliner Luft (Kurz-Dokumentarfilm)
- 1950: Ein Fenster in die Welt (Kurz-Dokumentarfilm)
- 1950: Und was meinen Sie dazu? (Kurz-Dokumentarfilm)
- 1951: Der unsichtbare Stacheldraht (Kurz-Dokumentarfilm)
- 1951: Für die Kinder der Welt (Kurz-Dokumentarfilm)
- 1951: Er pfeift darauf (Kurz-Dokumentarfilm)
- 1952: Für eine bessere Welt (Kurz-Dokumentarfilm)
- 1952: Laßt uns auch leben (Kurz-Dokumentarfilm)
- 1952: Der Traum der Bäuerin (Kurz-Dokumentarfilm)
- 1953: Die Malerin Bele Bachem (Kurz-Dokumentarfilm)
- 1954: Frühlingslied
- 1956: Zwei Bayern in St. Pauli
- 1957: Schön ist die Welt
- 1958: Mein Mädchen ist ein Postillion
- 1958: Gräfin Mariza
- 1959: Zwischen Glück und Krone (Dokumentarfilm)
- 1961: Küß’ mich als gäb’s kein Morgen (The Festival Girls)
- 1961: Immer wenn es Nacht wird
- 1962: Muß i denn zum Städtele hinaus
- 1963: Lieder klingen am Lago Maggiore
- 1963: Übermut im Salzkammergut
- 1964: Kommissar Freytag (Serie, 2 Folgen)
- 1966–1967: Familie Hansen (Serie, 6 Folgen)
- 1967–1968: Der Vater und sein Sohn (Serie, 13 Folgen)